# Gare centrale de Mannheim
La gare centrale de Mannheim (en allemand : Mannheim Hauptbahnhof) est une gare ferroviaire allemande, située au centre de la ville de Mannheim, dans le land du Bade-Wurtemberg.

## Situation ferroviaire
La gare est située au début de la ligne de Mannheim à Bâle via Heidelberg, de la Rheinbahn (vers Karlsruhe par Hockenheim), de la LGV Mannheim - Stuttgart, de la ligne de Mannheim à Saarbrücken et de la ligne de Francfort à Mannheim.

## Histoire

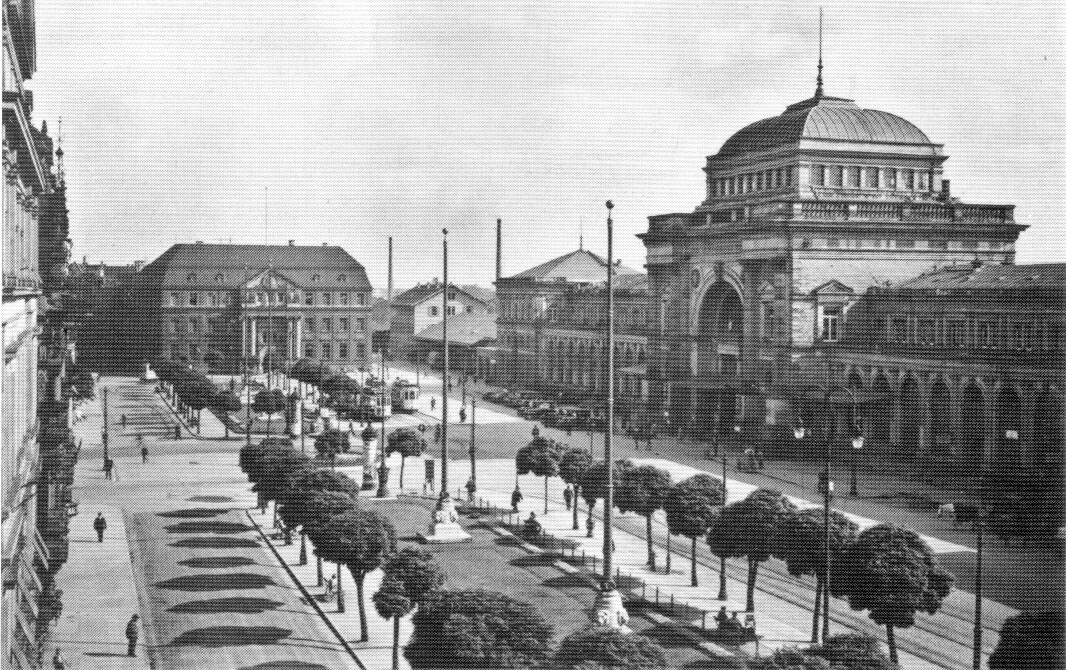
La place de la gare, en 1925.

La gare d'origine, qui a ouvert en 1840, était une station terminus. Les plans d'un pont sur le Rhin entre Mannheim et Ludwigshafen (aujourd'hui pont Konrad Adenauer), ont vite fait découvrir qu'il était nécessaire de déplacer la gare.
Le bâtiment de la gare, dont une partie existe encore, a été construit entre 1871 et 1876. Depuis environ 1900, il a été envisagé d'étendre ou de déplacer la gare. En 1915, il a été décidé d'agrandir le bâtiment existant. En 1927, la façade de la gare a été démolie et reconstruite à 10 m de la rue, ce qui a permis de doubler la superficie de la station. Pendant la Seconde Guerre mondiale, elle a été gravement endommagée et a été reconstruite dans un style plus simple, mais rappelle ses formes précédentes. Le bâtiment de la gare a été complètement réorganisé de 1999 à 2001. Les bâtiments côté quais ont été étendus et ont eu leur symétrie restaurée, tandis que le hall d'entrée a reçu un dôme de verre.

## Service des voyageurs

### Accueil
La gare est ouverte tous les jours de 5 h 50 à 21 h. Des automates sont également à disposition.
La gare possède plusieurs commerces dans son hall, dont un bureau de change et un buffet.

### Desserte
Depuis 2007, Mannheim Hbf accueille des trains ICE et TGV sur la relation Paris-Est - Francfort.
Depuis le 23 mars 2012, un aller-retour est effectué entre Marseille et Francfort en TGV.